# إليزابيث آن سيتون
إليزابيث آن سيتون (بالإنجليزية: Elizabeth Ann Seton) هي كاتبة مذكرات وراهبة ومُدرسة أمريكية، ولدت في 28 أغسطس 1774 في نيويورك في الولايات المتحدة، وتوفيت في 4 يناير 1821 في إميتسبورغ في الولايات المتحدة بسبب سل.

## وصلات خارجية
- إليزابيث آن سيتون على موقع الموسوعة البريطانية (الإنجليزية)